# Mercedes Hurtado de Álvarez
Mercedes Hurtado de Álvarez (Popayán, 1840-Bogotá, 1890) fue una escritora colombiana, reconocida por ser la primera mujer colombiana en publicar un libro. Fue madre de la igual poetisa y escritora Mercedes Álvarez de Flores.

## Biografía
Nació en el año de 1840 en la ciudad colombiana de Popayán en el departamento del Cauca y, posteriormente, se trasladó a la ciudad de Bogotá. Soledad Acosta la menciona entre las diversas escritoras colombianas que escribieron con éxito y con mayor o menor maestría en su época. De igual manera colaboró con distintos periódicos.
Escribió y publicó una novela titulada Alfonso: Cuadros de costumbres, que fue impresa en la imprenta de Medardo Rivas en 1870. En Alfonso, se retratan las tensiones sociales de la época entre el orden tradicional y las ideas tradicionales que se fusiona con la vida de los personajes.
Según Cristina Valcke, ésta fue la primera novela escrita por una mujer colombiana publicada por una imprenta, dado que anteriormente sólo Soledad Acosta había publicado su obra a través de folletos que acompañaban a los periódicos. En la dedicatoria de la obra, al doctor José María Torres Caicedo, se mostraba como mujer sin pretensiones de literata y conservadora en los principios morales de la sociedad patriarcal del momento. No obstante, a diferencia de otras contemporáneas suyas, publicó con su nombre y no con un seudónimo, y sin la justificación de un hombre en algún lugar de la novela, y eso sería una forma de defender su labor como escritora. Murió en la ciudad de Bogotá en 1890.